# Stuodakjávrre
Stuodakjávrre, enligt tidigare ortografi Stuotakjaure, är en sjö i Jokkmokks kommun i Lappland och ingår i Luleälvens huvudavrinningsområde. Sjön har en area på 3,82 kvadratkilometer och ligger 835 meter över havet. Stuotakjaure ligger i Stora Sjöfallet Natura 2000-område. Sjön avvattnas av vattendraget Stuodakjåhkå.

## Delavrinningsområde
Stuodakjávrre ingår i det delavrinningsområde (749637-158523) som SMHI kallar för Utloppet av Stuotakjaure. Medelhöjden är 875 meter över havet och ytan är 13,36 kvadratkilometer. Räknas de 2 avrinningsområdena uppströms in blir den ackumulerade arean 30,83 kvadratkilometer. Stuodakjåhkå som avvattnar avrinningsområdet mynnar i Áhkájávrre och har biflödesordning 2, vilket innebär att vattnet flödar genom totalt 2 vattendrag innan det når havet efter 336 kilometer. Avrinningsområdet består mestadels av kalfjäll (71 procent). Avrinningsområdet har 3,9 kvadratkilometer vattenytor vilket ger det en sjöprocent på 29,1 procent.